# 中國綠色食品控股
中國綠色食品（控股）有限公司，簡稱中國綠色食品（控股）、中國綠色食品，以及中綠（英語：China Green (Holdings) Limited，港交所除牌前：904），在1998年由孫少鋒（主席及首席執行官）創立，前身為「中國粗糧王飲品控股有限公司」。
現時業務經營中國及國際市場供應品種眾多的農產品，新鮮和加工農產品，以及在中國銷售「中綠」品牌食品和飲料。
招股價為1.28港元，發行股份為135,000,000股，集資額為1,728,000,000港元，股份則在2004年1月13日於香港交易所主板上市。
2014年4月3日 中國綠色食品(00904)宣布，建議將名稱更改為「China Culiangwang Beverages Holdings Limited」及「中國粗糧王飲品控股有限公司」。總部位於香港灣仔港灣道30號新鴻基中心41樓4120-24室。
2015年4月15日 中國粗糧王飲品以4.005億美元(相等於31.039億港元)，惟實際代價仍可作調整的代價，向可口可樂中國出售旗下廈門粗糧王飲品科技有限公司的飲料產品生產、營銷及銷售業務，料出售事項將錄得除稅前收益約11.19億人民幣(相等於約13.987億港元)，將用作償遇未償還債券及其他欠債。。

## 連結
- chinagreen.com.hk（页面存档备份，存于）